# Університет Нісегакуся
Університет Нісегакуся (яп. 二松學舍大学, Nishōgakusha daigaku)) — приватний університет в районі Тійода, Токіо, Японія.

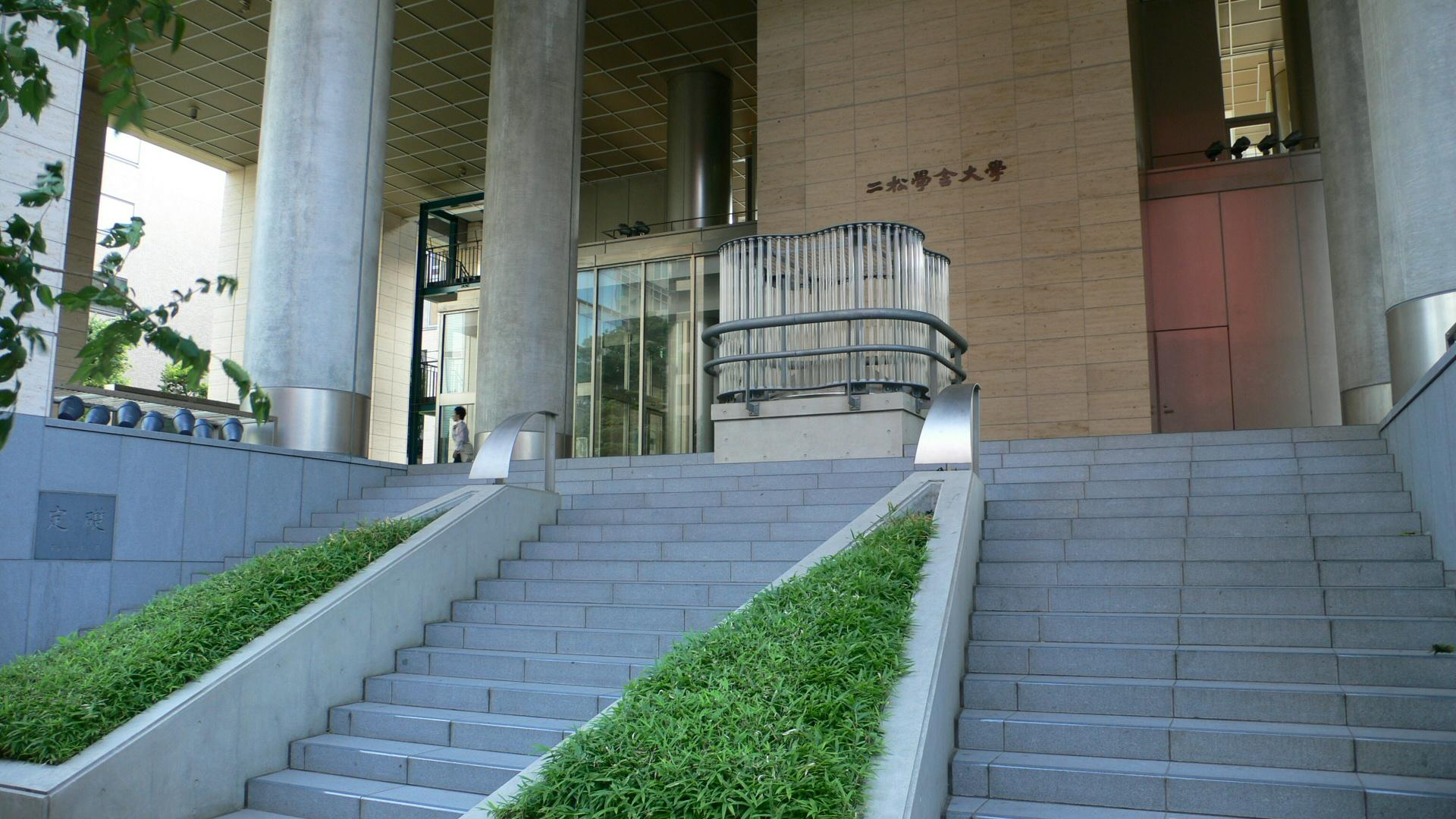
Kudan Campus

Заснований в 1877 році як приватний коледж (?), у 1949 році отримав університетський статус.